# Total War
Total War este o serie de jocuri de strategie de succes, bazate pe războaie și campanii istorice. Aceste jocuri sunt o combinație de strategie pe runde și bătălii tactice în timp real. Seria este elaborată de The Creative Assembly și distribuită de Electronic Arts, Activision și Sega. Primul joc din serie a fost Shogun: Total War, iar ultimul Total War :Three Kingdoms

## Descriere

### General
Seria oferă mai multe moduri de joc: campanie (jocul are loc pe un teritoriu oarecare al Pământului, într-o anumită perioadă istorică; numai în campanie este disponibil modul strategic), luptă istorică (modul strategic are o asemănare cu seria de jocuri Civilization: pe hartă, cu „iconițe” speciale sunt marcate armata, flota, agenții și orașele. Harta este ascunsă sub „ceața războiului”. Primele două jocuri din serie au avut o hartă mozaic în modul strategic: armata se deplasa pe cale terestră numai de la o provincie la alta. Începând cu Rome: Total War hartă de strategie este una tridimensională, iar distanța parcursă depinde de tipul unității, de locul și anotimpul anului. În timpul unui tur jucătorul poate efectua o serie de acțiuni: poate construi sau renova clădiri, să mobilizeze o unitate în oraș, să le completeze dacă au sufert pierderi sau să le re-echipeze, să deplaseze agenții, unitățile sau armata, să negocieze, să înceapă spionajul, să omoare un agent inamic, să înceapă o diversiune deteriorând clădiri dintr-un oraș inamic.
Generalii de armată, sau acei care gestionează orașul, precum și agenții (spion, diplomat și ucigaș) de-a lungul viețile lor capătă "trăsături distinctive", care influențează performanțele lor (care sunt determinate de mecanismul jucătorului de pe PC). De la lansarea Rome: Total War, performanțele sunt preschimbate, de asemenea, de anturajul generalului și sateliții agentului.
Eficiența orașului se reflectă în valoarea veniturilor ce revin de la așezare și procentul de creștere a populației. Creșterea populației depinde de fertilitatea provinciei, dezvoltarea rurală, disponibilitatea de salubritate, băi și alte clădiri, valoarea ratei de impozitare, precum și de caracteristicile conducătorului orașului. Un indicator important este nivelul de ordinea publică în oraș, care depinde de construcții (de exemplu ziduri, temple, și alte câteva), cultura și nivelul de trai, numărul de trupe, caracteristicile domnitorului, distanța de la oraș până la capitală. Scăderea ordinii publice ar putea duce la tulburări, care duce la uciderea locuitorilor, dar și a soldaților din garnizoană, provoaca daune clădirilor. Tulburările s-ar putea transforma într-o revoltă în care orașul poate deveni independent.
În timpul ciocnirii dintre armatele inamice, apare o fereastră specială care reflectă raportul de forțe (în funcție de mărimea și calitatea armatei), calificare generalului, uneori, puteți alege ora zilei pentru luptă (în funcție, dacă generalul posedă caracteristica „Războinicul nocturn”). Jucătorul trebuie să aleagă una din cele trei moduri: de calcul automat al luptei, tranziția la o luptă tactică sau retragerea. Jucătorul nu este limitată în timp pentru deciziile pe harta strategică. Tura este completată prin apăsarea "sfârșitul turei". După aceea, acțiunile sunt efectuate de celelalte fracțiuni într-o ordine strict definită. Apoi, tura revine la jucător. Pentru distrugerea fracțiunii este necesară cucerirea tuturor orașelor, sau omorârea tuturor membrii apți de sex masculin ai familiei dirigiuitoare.

### Modul tactic
În modul tactical armatele sunt aliniate de luptă pe un teritoriu, care are loc în timp real. În Shogun: Total War și Medieval: Total War modul tactic începe atunci când două armate ostile se află în aceeași provincie. Începând cu Rome: Total War lupta are loc pe locul unde s-au întâlnit armatele inamice. Caracteristica seriei este sistemul de control al armatelor: jucătorul controlează nu un singur soldat, ca în Age of Empires, ci întrega unitate. Numărul de soldați în unitate depinde de setările instalate și poate varia de la 20 la aproximativ 200 de ostași în unitate. Scopul luptei tactice este de a distruge sau a pune pe fugă întrega armată inamică. Lupta se bazează pe numeroși factori, cum ar fi: moralul unității (în funcție de mărimea, acoperirea flancurilor și în spate, factori demoralizatori precum proiectile cu foc aprins, proximitatea față de unitățile inamice care scade moralul), oboseala (scade în timpul marșurilor lungi și a luptelor îndelungte), numărul de arme (pentru unitățile cu atac de la distanță), relief (de pe deal săgețile zboară mai departe), vremea (în ploaie unități care folosesc arme cu pulbere sunt mai puțin eficiente), zona climatică (cavaleria pe timp de iarnă este mai puțin efectivă, în deșert unitățile de infanterie obosesc repede), muniția și armele (lăncierii sunt mult mai eficienți impotriva cavaleriei).
Unitatea care nu a rezistat în luptă și a fugit, este imposibil de gestionat, ea părăsește terenul în fugă, ne acordând atenție la lupta care continuă (după caz), dar, poate de asemenea să revină înapoi. Echipa care fuge de pe câmpul luptei și ajunge în încercuire, se comutează la "luptă până la moarte". Luptele au un cronometru care poate fi dezactivat în setările jocului. La sfârșitul bătăliei este determinată partea câștigătoare și amploarea victoriei sale (în funcție de balanța de putere de la începutul luptei, de "calitatea" lor și de pierderilor suferite de către părți). În funcție de rezultatele bătăliei se schimbă caracteristicile generalului, care gestionează armată. În cazul în care armata atacă orașul, bătălia se va desfășura în modul asediu, în acest caz, scopul este de a omorî toți apărătorii orașului, sau de a capturara piața centrală a orașului și apărarea acesteia timp de 3 minute. După capturarea orașului, jucătorul poate alege soarta lui: să-l anexeze, jefuiască sau să masacreze 3/4 din totalul populației. Bătăliile tactice navale au devenit disponibile numai odată cu apariția seriei Empire: Total War, care înainte au fost calculate în mod automat.

## Istorie

### Shogun: Total War
Primul joc din seria Total War, Shogun, a apărut în anul 2000. În jocul de debut al seriei au fost stabilite principiile de bază ale modurilor de nivel mondial și tactic. Jocul scoate în evidență opoziția caselor dominante ale Japoniei din secolul al XVI-lea, jucătorul poate face o alegere din cele șapte clanuri (fracțiuni). Jocul se desfășoară în perioada anilor 1530 - 1630, fiecare tură, este egală cu un anotimp, facând timpul total de joc egal cu 400 de ture. Un element caracteristic, este că jocul se poate termina la egalitate (nici unul din clanuri ne având controlul unic al teritoriului). Harta jocului este una grilă și prezintă o hartă medievală a Japoniei întinsă pe o masă. În calitate de monedă este folosit orezul, care se recoltează toamna. Din agenți, disponibil este diplomatul, spionul (Shinobi), criminalul (Ninja) și geișa, care este un tip special de asasin de elită, care, în caz de eșec al sarcinii nu moare. În joc, de asemenea, este reflectată apariția în Japonia a puterilor coloniale europene, cea portugheză și olandeză, o uniune cu acestea permițând construirea de unități artileriste.
A fost de asemenea lansat un add-on, Mongol Invasion, dedicat unei invazii ipotetice a Mongoliei în Japonia medievală. Add-on adaugă o nouă facțiune - mongolii, care nu pot construi clădiri și unități de angajare. Trupe noi mongolii câștigă după victoriile obținute.

### Medieval: Total War
Al doilea joc din serie a fost lansat în 2002. Motorul grafic a rămas neschimbat. Acțiunea s-a mutat în Europa medievală (din 1087, anul morții regelui Angliei, William Cuceritorul - până în 1453, căderea Constantinopolului), dar a păstrat anturajul Shogun. Moneda utilizată este florinul. Toate facțiunile au fost împărțite în grupuri (catolici, ortodocși, musulmani și păgâni), iar numărul lor a crescut până la 12. Fiecare facțiune are propria linie de clădiri și unități. Ocuparea unui teritoriu, care o perioadă lungă de timp a aparținut altei facțiuni, duce la nemulțumirea masivă populației cauzată de diferențele culturale și religioase. Acțiuni fracțiunilor catolice se controlează de Papă, care nu agreează războiele între țările catolice. Generalii au mai multe caracteristici (violență, generozitate, pietate), și trăsături de personalitate influențate de valoarea unei aptitudini speciale. Acum jucătorul poate căsători fetele regale cu generalii alor state, o căsătorie de succes, poate duce la o alianță cu statul în cauză. Apar mercenari și asediile.
Mai târziu a fost lansat un add-on, Viking Invasion, stilistic asemănătoare cu Shogun: Total War Mongol Invasion. Acțiunile add-on-ului au loc în Anglia medievală și este dedicat raidurilor vikingilor, care se aseamănă cu mongolii din add-on-ul din jocul precedent.

### Rome: Total War
A fost lansat la sfârșitul anului 2004, având un motor tridimensional, cu o hartă strategică complet tridimensională. Acțiunea are loc în perioada anilor 270 î.Hr. (Începutul Primului Război Punic) - 14 d.Hr. (Moartea împăratului Augustus), și este dedicată războaielor antice. O tură în joc, este egală cu o jumătate de an, astfel încât pot fi efectuate în total 588 de mișcări. Moneda utilizată este dinarul. Având în vedere renunțarea la conceptul hărții mozaic, într-o provincie se po afla armate ale tuturor părțile aflate în conflict, iar controlul asupra provinciei o deține doar fracțiunea care a reușit să cucerească orașul-capitală. Numărul de fracțiuni este egal cu 21. Fracțiunea cheie, este cea romană. Funcțiile Papei au trecut la Senatul roman, care coordonează activitățile facțiunilor romane. Generalii și agenții au suita lor. A fost schimbat conceptul de asediu, care a început să se asemene cu cel din Stronghold. Toate clădirile construite apar pe harta tactică. Au fost extinse oportunitățile diplomatice.
Pentru joc au fost lansate două add-on-uri, primul Barbarian Invasion este dedicat căderii Romei și împărțirii acesteia între Imperiului Roman de Apus și cel de Răsărit. Acțiunea are loc în secolul al IV-lea. Compoziția fracțiunilor a fost actualizată (cu accent pe cele barbare). Nu au fost schimbate modurile tactic și strategic, a fost adăugată religia. Al doilea add-on, Alexander este dedicat campaniei lui Alexandru cel Mare în Orient. În joc practic lipsesc inovațiile, drastic a fost redus numărul fracțiunilor (a fost adăugată India), diplomația a fost anulată.

### Medieval II: Total War
A fost lansat în 2006 pe motorul prelucrat, Rome: Total War. Ideologic, este o continuare a Medieval. Acțiunea are loc în anii 1080 - 1530. O tură în joc este egală cu 2 ani, însă pentru toate personajele, ea se considerată ca o jumătate de an. Astfel, timpul de joc egalează 240 ani, pentru caractere 60 de ani. Pe hartă strategică apar pictogramele cu produse. A fost schimbat conceptul de așezare, acum sunt două tipuri de așezări: orașe și cetăți. Orașul, este centrul economiei, cetatea permite antrenarea mai multor trupe de elită. Acum pot fi angajare mai multe unități militare pentru o singură tură. Au fost adăugați noi agenți: preot (crește valoarea indicatorului de religie), comerciant (atunci când este instalat pe o pictogramă de produs, începe să aducă mai multe venituri), inchizitor (agent special, disponibil numai Papei). A revenit oportunitatea de a căsători cu fiicile regale. Există bresle, clădiri care au un efect special sau permit de a forma un anumit tip de unitate. Jocul reflectă invazia mongolilor și a lui Tamerlan, precum și descoperirea Americii.
În 2007 a fost de asemenea lansat add-on-ul Kingdoms, care constă din mai multe campanii, fiecare conținând un set unic de fracțiuni și epoci istorice. Sunt 4 campanii, dedicate diverselor evenimente istorice: lupta cavalerilor teutoni contra Lituaniei, Poloniei și Novgorodului precum și cu celelalte state baltice; războiului în Marea Britanie; Cruciadelor; confruntării Conchistadorilor spanioli cu populația indigenă din America. Toate aceste campanii au un număr semnificativ mai mic de fracțiuni decât campania principală.

### Empire: Total War
A fost lansat pe 3 martie 2009. Acțiunea are loc în anii 1700 - 1799, și este dedicată războaielor coloniale. Acțiunile se derulează pe trei continente, Europa, Asia și America. Dezvoltatorii s-au întors la ideea Shogun, armatele diferitelor fracțiuni au aceeași gamă de unități, cu diferite forme și culori, precum și 1-2 unități unice. Jocul are oportunitatea de a numi în funcție miniștri. A fost schimbat conceptul de construcție, în oraș pot fi construite doar un anumit număr de clădiri, în funcție de spațiul disponibil în provincie. Apare noțiunea de sistem politic (condiție inițial definită), în funcție de sistemul din țară pot fi alegeri sau avea loc revoluții. Agenții disponibili, sunt: misionar, sabotor, om de știință. Diplomația nu este necesară pentru ambasadori. Puteți ascunde soldați în clădirile de pe harta tactică. Puteți jefui navele comerciale de pe rutele de transport maritim. A apărut luptă tactică navală, una dintre cele mai importante inovații. Este reflectată posibilitatea aparției diferite țări: SUA, Scoția, Mexic și altor. De asemenea, orice facțiune poate reveni în joc după distrugere. În joc a fost introdus arborele tehnologic, cu toate acestea, spre deosebire de seriile anterioare, progresele tehnologice nu au fost reprezentate printr-o serie de evenimente istorice; jucător își dezvoltă singur infrastructura și știința, fiind capabil de a depăși concurenții în domeniu, și a ține pasul cu ei. Dezvoltarea tehnologiei are cel mai mare impact în întreaga serie, și în cursul campaniei.
Pentru joc (prin intermediul serviciului de distribuție digitală Steam) au fost lansate câteva DLC-pachete, cea mai mare dintre acestea este Warpath Campaign, care trece acțiunea jocului în America, unde triburile native americane luptă contra coloniștilor europeni. Celelalte adaosuri (Elite Units of the East, Elite Units of America și Elite Units of the West) au fost locale și au adăugat doar câteva unități noi pentru fracțiuni.

### Napoleon: Total War
Jocul a fost lansat pe 23 februarie 2010. Acesta evoluționează în baza gameplay-ului și graficii, Empire: Total War. Semnificativ sau revizuit componente economice, diplomatice și militare. Pentru prima dată în serie a fost introdus un scenariu istoric care a existat în realitate, evidențiind desfășurarea războaielor Napoleoniene. Spre deosebire de jocul original acțiunea se desfășoară numai în Europa. O mare importanță a dobândit locația geografică a fracțiunior care este un factor foarte important. O altă schimbare, constituie calculatoarele AI, acum acestea sunt mai mult decât adecvate și realiste (de exemplu, Marea Britanie este situată pe insule (Marea Britania și Irlanda), așa că primul lucru pe care Franța îl va întreprinde este blocarea tuturor porturilor și șantierelor navale britanice pentru a preveni o eventuală debarcare inamică în Franța.
Sega a anuțat în vara anului 2010 despre add-on-ul, Peninsular Campaign. Disponibil de asemenea prin intermediul serviciului Steam, acesta va introduce Spania pe lista națiunilor ce pot fi controlate de jucători, unități noi, o hartă de campanie formată din 32 de regiuni împărțite între 4 facțiuni, precum și o serie de noi opțiuni pentru modul multiplayer.

### Total War: Shogun 2
Jocul a fost anunțat oficial de către Sega la 3 iunie 2010, lansarea a avut loc pe 15 martie 2011. Shogun 2 este dedicată istoriei Japoniei feudale din secolul al XVI-lea.

### Total War: Rome II
Rome II a fost lansat la 3 septembrie 2013.

## Seria de jocuri
- Shogun: Total War (2000)
- Medieval: Total War (2002)
- Rome: Total War (2004)
- Medieval II: Total War  (2006)
- Empire: Total War (2009)
- Napoleon: Total War (2010)
- Total War: Shogun 2 (2011)
- Total War: Rome II (2013)
- Total War: Attila (2015)
- Total War: Arena (în dezvoltare)
- Total War: Warhammer (2016)
- Total War: Warhammer II (2017)
- Total War Saga: Thrones of Britannia (2018)
- Total War: Three Kingdoms (2019)
- Total War Saga: Troy (2020)